# Doratulina breviceps
Doratulina breviceps är en insektsart som beskrevs av Matsumura 1914. Doratulina breviceps ingår i släktet Doratulina och familjen dvärgstritar. Inga underarter finns listade i Catalogue of Life.